# Route nationale 427
Die Route nationale 427, kurz N 427 oder RN 427, war eine französische Nationalstraße.
Diese Straßennummer wurde 1933 erstmals im Nationalstraßennetz aufgenommen. Bis 1973 verlief die Straße von einer Kreuzung mit der Nationalstraße N65 in Liffol-le-Grand bis zu einer Kreuzung mit der Nationalstraße N60 in Thonnance-lès-Joinville.
Ihre Gesamtlänge betrug 40 Kilometer.
Die Nationalstraße durchquert insgesamt nur zwei Départements, überschreitet aber auf ihrem Streckenverlauf dreimal die Grenze.